# Egeran
Egeran je odrůda či starý lokální název vesuvianu (také starším názvem idokras), který patří mezi hlinitohořečnatovápenaté křemičitany o tvrdosti 6,5 až 7. Je to čtverečný sloupcovitě paprsčitý nerost, který vzniká kontaktní metamorfózou, obvykle na rozhraní žuly (granitu) a vápenatých sedimentů (nejčastěji vápenců). Na kontaktu obvykle vznikají typické vápenato-silikátová hornina zvaná erlan, ve které se vyskytuje hojně vesuvian, epidot a grossulár. Egeran má tmavě zelenou až hnědou barvu, existují ale i výrazně žluté, světle zelené i růžové variety vesuvianu. Složení vesuvianu je poměrně složité a proměnlivé.
Jméno egeran je odvozeno ze slova Eger, což je německý název pro město Cheb. Nerost jako samostatný nový minerál pojmenoval v roce 1822 hrabě Kašpar Šternberk. Později však vyšlo najevo, že se jedná o již dříve známý a popsaný minerál vesuvian. O tento nerost se velice zajímal v první polovině 19. století básník J. W. Goethe během svého pobytů v Aši. Proto se někdy nesprávně uvádí, že tento nerost poprvé popsal Goethe.
Nejznámějším nalezištěm egeranu je chráněná lokalita, přírodní památka U cihelny, nedaleko obce Hazlov.